# Chris Clark
Chris Clark (ur. 1979) – brytyjski twórca muzyki elektronicznej z gatunku IDM. Aktualnie związany jest z wytwórnią Warp Records. W 2006 zmienił swój pseudonim artystyczny na Clark.

## Dyskografia
LP
- Clarence Park, 2001
- Empty The Bones Of You, 2003
- Body Riddle, 2006
- Turning Dragon, 2008
- Totems Flare, 2009
- Iradelphic, 2012
- Feast/ Beast, 2013
- Clark, 2014

EP
- Ceramics Is The Bomb, 2003
- Throttle Furniture, 2006
- Throttle Clarence, 2006
- Ted EP, 2007
- Throttle Promoter, 2007
- Growls Garden, 2009